# اولچس
اولچس (به فرانسوی: Oulches) یک کمون در فرانسه است که در اندر واقع شده‌است. اولچس ۴۳٫۳۶ کیلومتر مربع مساحت و ۴۱۶ نفر جمعیت دارد و ۱۲۵ متر بالاتر از سطح دریا واقع شده‌است.